# روسن‌لوند
روسن‌لوند (به سوئدی: Rosenlund) یک منطقهٔ مسکونی در سوئد است که در بخش ترانمو واقع شده‌است. روسن‌لوند ۰٫۳۴ کیلومتر مربع مساحت و ۳۱۶ نفر جمعیت دارد.